# زیرژسواو (استان اوپوله)
زیرژسواو (به لهستانی: Dzierżysław) یک منطقهٔ مسکونی در لهستان است که در گمینا کیتژ واقع شده‌است. زیرژسواو ۶۱۵ نفر جمعیت دارد.